# アンダルシア (声優)
アンダルシアは日本の男性声優。主にアダルトゲームに声をあてている。

## 出演作品
太字は主役・メインキャラクター

### ゲーム

#### 2008年
- 11eyes -罪と罰と贖いの少女-（田島賢久[1]）

#### 2010年
- 俺の彼女はヒトでなし（高見沢累[2]）

#### 2011年
- ‘&’-空の向こうで咲きますように-（管野孝[3]）
- 11eyes -Resona Forma-（田島賢久[4]）

#### 2013年
- 大図書館の羊飼い a good librarian like a good shepherd（高峰 一景）[5]

2024年
- What in hell is bad?‐地獄のどこが悪い？（アスモデウス）[6]

### ドラマCD
- 新 職業・殺し屋。斬 ZAN（1）絶叫劇CD付き初回限定版（蜘蛛／志賀了）
- ドラマCD ‘＆’-空の向こうで咲きますように-幻の堀出夏祭り（管野 孝）[7]
- 「大好きな彼とHして腕まくらでピロートークされちゃうシリーズ」年上彼氏と初めてのおうちデートで編[8]